# Family Circle Cup 1996
Family Circle Cup 1996 — жіночий тенісний турнір, що проходив на відкритих кортах з ґрунтовим покриттям Sea Pines Plantation у Гілтон-Гед-Айленді (США) that was part of Tier I в рамках Туру WTA 1996. Відбувсь удвадцятьчетверте і тривав з 1 квітня до 7 квітня 1996 року. Друга сіяна Аранча Санчес Вікаріо здобула титул в одиночному розряді.

## Фінальна частина

### Одиночний розряд
Аранча Санчес Вікаріо —  Барбара Паулюс 6–2, 2–6, 6–2
- It was Sánchez Vicario's 3-й титул за сезон і 65-й — за кар'єру.

### Парний розряд
Яна Новотна /  Аранча Санчес Вікаріо —  Джиджі Фернандес /  Мері Джо Фернандес 6–2, 6–3
- Для Новотної це був 3-й титул за сезон і 69-й — за кар'єру. It was Sánchez Vicario's 4-й титул за сезон і 66-й — за кар'єру.